# Cannes-et-Clairan
Pour les articles homonymes, voir Cannes (homonymie).
Cannes-et-Clairan est une commune française située dans département du Gard en région Occitanie.

## Géographie

### Localisation
Cannes-et-Clairan se trouve à 25 km de Nîmes, entre Montpellier et Alès.
La commune fait partie de la zone d'emploi et de l'aire d'attraction de Nîmes, ainsi que du bassin de vie de Quissac.
Le Sentier de grande randonnée GR 63, qui relie Avignon aux Cévennes, passe dans la commune.

### Communes limitrophes
Les communes limitrophes sont  Bragassargues, Crespian, Montmirat, Moulézan, Orthoux-Sérignac-Quilhan, Puechredon, Saint-Théodorit et Vic-le-Fesq.
| Puechredon               | Saint-Théodorit   | Moulézan  |
| Bragassargues            | Cannes-et-Clairan | Montmirat |
| Orthoux-Sérignac-Quilhan | Vic-le-Fesq       | Crespian  |

### Géologie et relief
La superficie de la commune est de 12,13 km2 ; son altitude varie de 48  à   219 mètres.

### Hydrographie

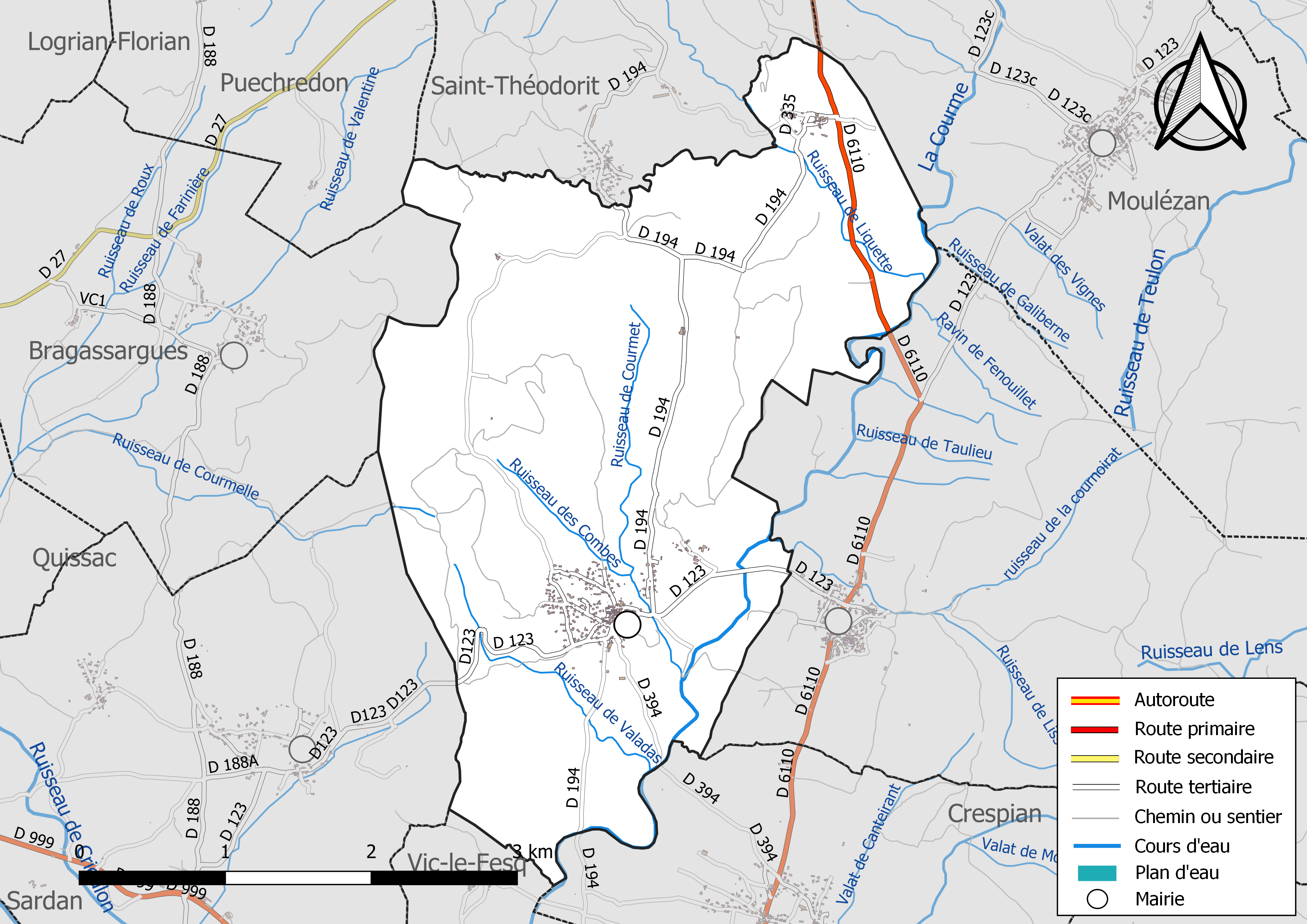
Carte hydrographique et des infrastructures de transport de la commune en 2021.

La rivière La Courme, le Ruisseau de Valentine et le Ruisseau de Liquette sont les principaux cours d'eau qui drainent la commune
La Courme est un affluent du fleuve côtier le Vidourle.

### Climat
Pour des articles plus généraux, voir Climat de l'Occitanie et Climat du Gard.
En 2010, le climat de la commune est de type climat méditerranéen franc, selon une étude s'appuyant sur une série de données couvrant la période 1971-2000. En 2020, Météo-France publie une typologie des climats de la France métropolitaine dans laquelle la commune est exposée à un climat méditerranéen et est dans la région climatique Provence, Languedoc-Roussillon, caractérisée par une pluviométrie faible en été, un très bon ensoleillement (2 600 h/an), un été chaud (21,5 °C), un air très sec en été, sec en toutes saisons, des vents forts (fréquence de 40 à 50 % de vents > 5 m/s) et peu de brouillards.
Pour la période 1971-2000, la température annuelle moyenne est de 13,9 °C, avec une amplitude thermique annuelle de 17,4 °C. Le cumul annuel moyen de précipitations est de 913 mm, avec 6,9 jours de précipitations en janvier et 3,1 jours en juillet. Pour la période 1991-2020, la température moyenne annuelle observée sur la station météorologique la plus proche, située sur la commune de Vic-le-Fesq à 3 km à vol d'oiseau, est de 14,2 °C et le cumul annuel moyen de précipitations est de 844,7 mm,. Pour l'avenir, les paramètres climatiques de la commune estimés pour 2050 selon différents scénarios d'émission de gaz à effet de serre sont consultables sur un site dédié publié par Météo-France en novembre 2022.

### Paysages
Le village et son hameau sont situés dans la vallée de la Courme, entre collines boisées, garrigues et vignes.

### Milieux naturels et biodiversité
La commune est proche du parc national des Cévennes, à environ 19 km.
En 2021, aucun espace naturel présentant un intérêt patrimonial n'est recensé sur la commune dans l'inventaire national du patrimoine naturel,,.

## Urbanisme

### Typologie
Au 1er janvier 2024, Cannes-et-Clairan est catégorisée commune rurale à habitat dispersé, selon la nouvelle grille communale de densité à sept niveaux définie par l'Insee en 2022.
Elle est située hors unité urbaine. Par ailleurs la commune fait partie de l'aire d'attraction de Nîmes, dont elle est une commune de la couronne,. Cette aire, qui regroupe 92 communes, est catégorisée dans les aires de 200 000 à moins de 700 000 habitants,.

### Occupation des sols

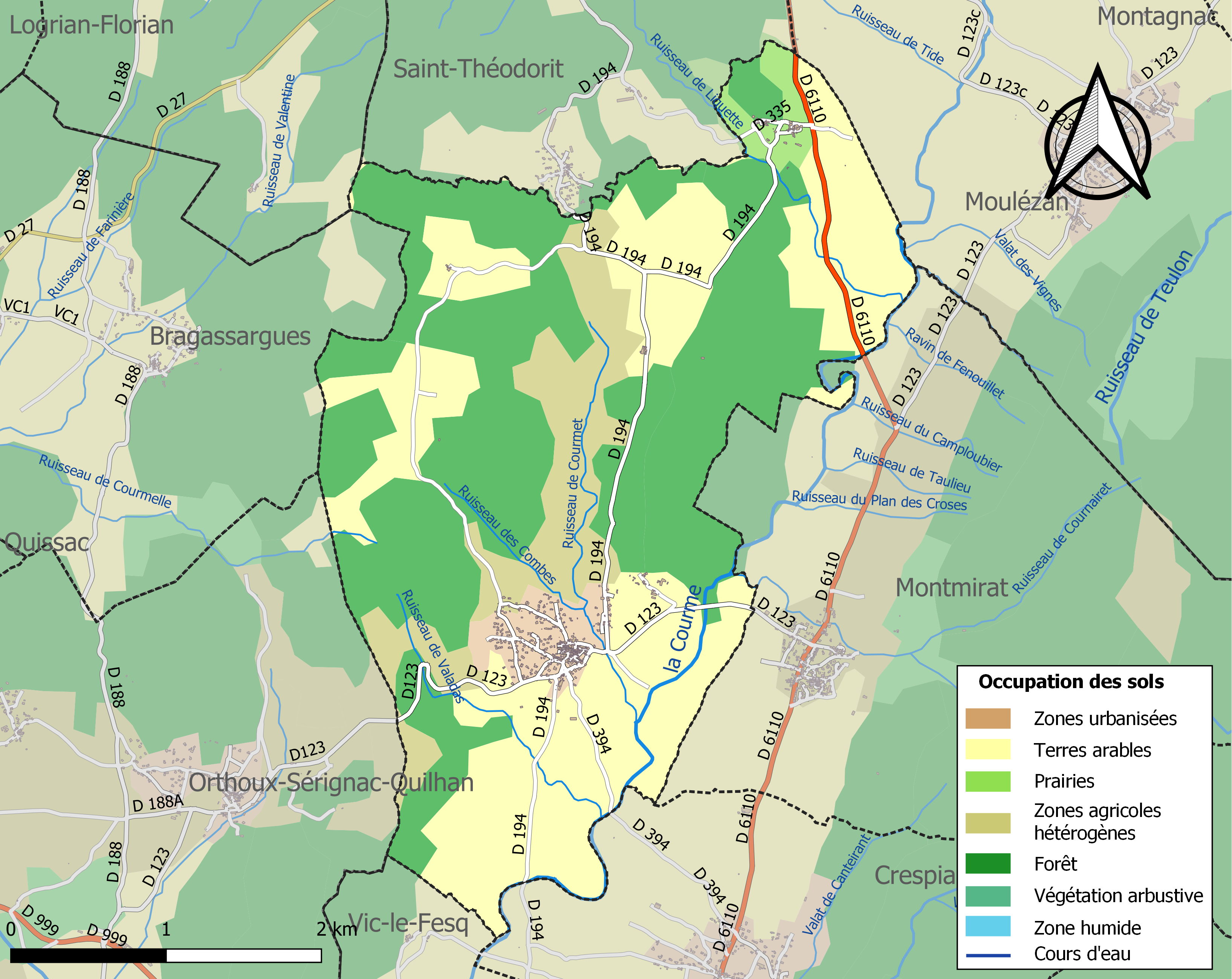
Carte des infrastructures et de l'occupation des sols de la commune en 2018 (CLC).

L'occupation des sols de la commune, telle qu'elle ressort de la base de données européenne d’occupation biophysique des sols Corine Land Cover (CLC), est marquée par l'importance des territoires agricoles (52,4 % en 2018), en diminution par rapport à 1990 (55,9 %). La répartition détaillée en 2018 est la suivante : forêts (44,1 %), cultures permanentes (38,9 %), zones agricoles hétérogènes (11,7 %), zones urbanisées (3,5 %), prairies (1,9 %). L'évolution de l’occupation des sols de la commune et de ses infrastructures peut être observée sur les différentes représentations cartographiques du territoire : la carte de Cassini (XVIIIe siècle), la carte d'état-major (1820-1866) et les cartes ou photos aériennes de l'IGN pour la période actuelle (1950 à aujourd'hui).

### Lieux-dits, hameaux et écarts
L’essentiel de l’habitat se concentre sur le village de Cannes,
Clairan est un hameau.

### Habitat et logement
En 2020, le nombre total de logements dans la commune était de 286, alors qu'il était de 275 en 2015 et de 204 en 2010.
Parmi ces logements, 85,4 % étaient des résidences principales, 8,2 % des résidences secondaires et 6,4 % des logements vacants. Ces logements étaient pour 91,6 % d'entre eux des maisons individuelles et pour 7,7 % des appartements.
Le tableau ci-dessous présente la typologie des logements à Cannes-et-Clairan en 2020 en comparaison avec celle du Gard et de la France entière. Une caractéristique marquante du parc de logements est ainsi une proportion de résidences secondaires et logements occasionnels (8,2 %) inférieure à celle du département (13 %) et à celle de la France entière (9,7 %). Concernant le statut d'occupation de ces logements, 73,6 % des habitants de la commune sont propriétaires de leur logement (72,9 % en 2015), contre 59,2 % pour le Gard et 57,5 pour la France entière.
| Typologie                                               | Cannes-et-Clairan | Gard | France entière |
| ------------------------------------------------------- | ----------------- | ---- | -------------- |
| Résidences principales (en %)                           | 85,4              | 78,4 | 82,1           |
| Résidences secondaires et logements occasionnels (en %) | 8,2               | 13   | 9,7            |
| Logements vacants (en %)                                | 6,4               | 8,6  | 8,2            |

### Risques naturels et technologiques
Le territoire de la commune de Cannes-et-Clairan est vulnérable à différents aléas naturels : météorologiques (tempête, orage, neige, grand froid, canicule ou sécheresse), inondations, feux de forêts et séisme (sismicité faible). Il est également exposé à un risque technologique, le transport de matières dangereuses. Un site publié par le BRGM permet d'évaluer simplement et rapidement les risques d'un bien localisé soit par son adresse soit par le numéro de sa parcelle.

#### Risques naturels
Certaines parties du territoire communal sont susceptibles d’être affectées par le risque d’inondation par débordement de cours d'eau et par une crue torrentielle ou à montée rapide de cours d'eau, notamment la Courme. La commune a été reconnue en état de catastrophe naturelle au titre des dommages causés par les inondations et coulées de boue survenues en 1982, 1992, 1993, 1994, 1995, 2001, 2002, 2014 et 2021,.

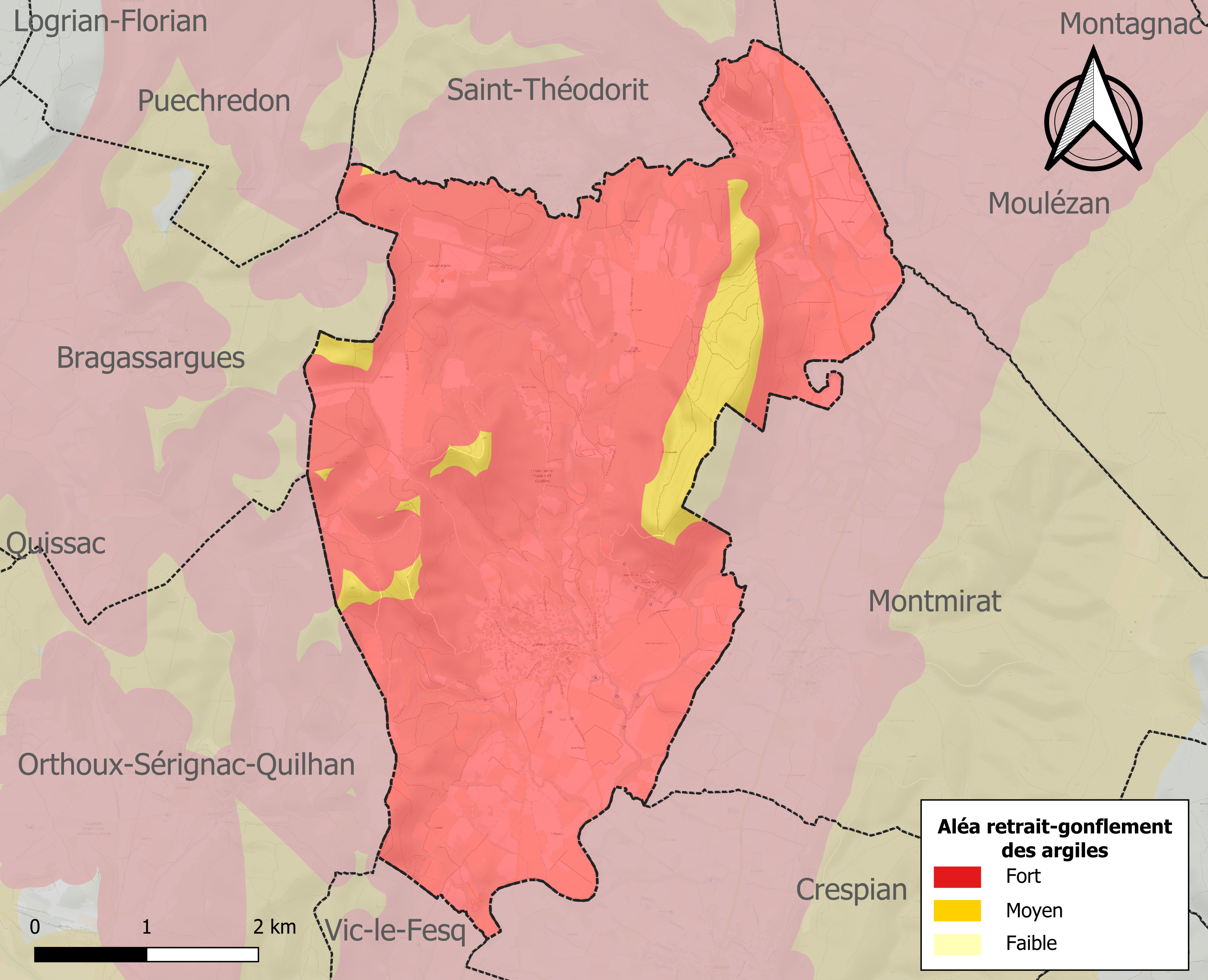
Carte des zones d'aléa retrait-gonflement des sols argileux de Cannes-et-Clairan.

Le retrait-gonflement des sols argileux est susceptible d'engendrer des dommages importants aux bâtiments en cas d’alternance de périodes de sécheresse et de pluie. La totalité de la commune est en aléa moyen ou fort (67,5 % au niveau départemental et 48,5 % au niveau national). Sur les 256 bâtiments dénombrés sur la commune en 2019, 256 sont en aléa moyen ou fort, soit 100 %, à comparer aux 90 % au niveau départemental et 54 % au niveau national. Une cartographie de l'exposition du territoire national au retrait gonflement des sols argileux est disponible sur le site du BRGM,.
Par ailleurs, afin de mieux appréhender le risque d’affaissement de terrain, l'inventaire national des cavités souterraines permet de localiser celles situées sur la commune.

#### Risques technologiques
Le risque de transport de matières dangereuses sur la commune est lié à sa traversée par des infrastructures routières ou ferroviaires importantes ou la présence d'une canalisation de transport d'hydrocarbures. Un accident se produisant sur de telles infrastructures est en effet susceptible d’avoir des effets graves au bâti ou aux personnes jusqu’à 350 m, selon la nature du matériau transporté. Des dispositions d’urbanisme peuvent être préconisées en conséquence.

## Toponymie
La première mention de Cannes date de 1313, celle de Clairan de 1273

## Histoire

### Préhistoire
Une stèle anthropomorphe néolithique, peut-être du Fontbouisse (2800-2300 avant J.-C.), a été trouvée au lieu-dit Jonquières.

### Moyen Âge
Cannes compte un prieuré, dont dépend Saint-Saturnin-de-Clairan. Un château, ou une construction fortifiée, est probablement construit au Moyen Âge, construction qui sera ruinée dès le XVIe siècle.

### Époque moderne
L'arrivée du protestantisme lie les paroisses de Cannes et de Clairan : faute de paroissiens, elles sont réunies en 1563. Les deux églises sont en ruine au XVIIe siècle. À cette période, le territoire vit d'une polyculture associant élevage, céréales, huile, quelques vignes et de l’exploitation de la garrigue et des bois communaux.

### Révolution française et Empire
Lors de la Révolution française, l'église de Clairan, abandonnée depuis le XVIIIe siècle et ruinée, est vendue, ainsi que les bâtiments ecclésiastiques de l'église de Cannes. Ils ont été rachetés par des particuliers et englobés dans les constructions actuelles du village. L'église est rasée en 1893.
Le 1er février 1790, les communes de Cannes et de Clairan fusionnent.

### Époque contemporaine
En 1857 sont édifiés l'école, la mairie et le temple de Cannes. L'histoire de la commune est aussi marquée par la recherche, tout au long du siècle, de l'approvisionnement en eau, qui fait défaut au village et entraîne des conflits avec les propriétaires chanceux qui disposent d’un puits, et en autorisent l'accès à titre onéreux. Aujourd'hui, les personnes originaires de Cannes disparaissent peu à peu pour laisser place à la nouvelle génération.

## Politique et administration

### Rattachements administratifs et électoraux

#### Rattachements administratifs
La commune, qui se trouvait depuis la Révolution française, dans l'arrondissement du Vigan du département du Gard, est transféré le 1er janvier 2017 dans son arrondissement chef-lieu de Nimes.
Elle faisait partie depuis 1802 du canton de Quissac. Dans le cadre du redécoupage cantonal de 2014 en France, cette circonscription administrative territoriale a disparu, et le canton n'est plus qu'une circonscription électorale.

#### Rattachements électoraux
Pour les élections départementales, la commune fait partie depuis 2014 du canton de Calvisson.
Pour l'élection des députés, elle fait partie de la cinquième circonscription du Gard.

### Intercommunalité
Cannes-et-Clairan est membre de la communauté de communes du Pays de Sommières, un établissement public de coopération intercommunale (EPCI) à fiscalité propre créé en 1992 et auquel la commune a transféré un certain nombre de ses compétences, dans les conditions déterminées par le code général des collectivités territoriales.

### Liste des maires
| Période                                  | Période   | Identité                | Étiquette        | Qualité                                |
| ---------------------------------------- | --------- | ----------------------- | ---------------- | -------------------------------------- |
| Les données manquantes sont à compléter. |           |                         |                  |                                        |
|                                          |           |                         |                  |                                        |
| avant 1988                               |           | Francis Durand-Coutelle |                  |                                        |
|                                          |           |                         |                  |                                        |
| 2008                                     | 2014      | William Seguin          | PS puis MoDem    |                                        |
| 2014                                     | juin 2023 | Sonia Aubry             | DVG - soutien FG | Lithographe Démissionnaire             |
| juillet 2023                             | En cours  | Sandrine SERRET         |                  | Comptable dans une société du bâtiment |

## Équipements et services publics

### Eau et déchets
L'adduction en eau potable est réalisée par le syndicat inctercommunal du Vidourle, qui alimente également Montmirat, Crespian, Lecques, Monpezat et Vic-le-Fesq, dont le captage s'est retrouvé à sec durant plusieurs jours en août 2021.
La commune dispose depuis 2011 de deux stations d'épuration des eaux usées, l'une pour le village, l'autre pour Clairan.

### Enseignement
Les enfants de la commune sont scolarisés avec ceux de Crespian, Montmirat et Vic-le-Fesq dans le cadre d'un regroupement pédagogique intercommunal. L'école de la commune accueille en 2024 une classe de CP/CE1,

## Population et société
Les habitants sont appelés les Canranois et les Canranoises.

### Démographie
L'évolution du nombre d'habitants est connue à travers les recensements de la population effectués dans la commune depuis 1793. Pour les communes de moins de 10 000 habitants, une enquête de recensement portant sur toute la population est réalisée tous les cinq ans, les populations de référence des années intermédiaires étant quant à elles estimées par interpolation ou extrapolation. Pour la commune, le premier recensement exhaustif entrant dans le cadre du nouveau dispositif a été réalisé en 2006.

En 2022, la commune comptait 610 habitants, en évolution de +12,75 % par rapport à 2016 (Gard : +2,97 %, France hors Mayotte : +2,11 %).
| 1793 | 1800 | 1806 | 1821 | 1831 | 1836 | 1841 | 1846 | 1851 |
| ---- | ---- | ---- | ---- | ---- | ---- | ---- | ---- | ---- |
| 295  | 275  | 271  | 302  | 311  | 339  | 328  | 310  | 319  |

| 1856 | 1861 | 1866 | 1872 | 1876 | 1881 | 1886 | 1891 | 1896 |
| ---- | ---- | ---- | ---- | ---- | ---- | ---- | ---- | ---- |
| 318  | 322  | 323  | 358  | 332  | 274  | 249  | 265  | 268  |

| 1901 | 1906 | 1911 | 1921 | 1926 | 1931 | 1936 | 1946 | 1954 |
| ---- | ---- | ---- | ---- | ---- | ---- | ---- | ---- | ---- |
| 284  | 304  | 291  | 259  | 274  | 260  | 237  | 206  | 218  |

| 1962 | 1968 | 1975 | 1982 | 1990 | 1999 | 2006 | 2011 | 2016 |
| ---- | ---- | ---- | ---- | ---- | ---- | ---- | ---- | ---- |
| 228  | 203  | 174  | 171  | 210  | 309  | 369  | 514  | 541  |

| 2021 | 2022 | - | - | - | - | - | - | - |
| ---- | ---- | - | - | - | - | - | - | - |
| 584  | 610  | - | - | - | - | - | - | - |

Cannes-et-Clairan est une commune rurale qui compte 610 habitants en 2022, après avoir connu une forte hausse de la population depuis 1975

### Manifestations culturelles et festivités
Un festival du clown et du burlesque est organisé chaque année dans la commune.
Chaque printemps, une randonnée « Entre Vin et Miel » est organisée, permettant à ses participants de découvrir les produits du terroir

## Économie

### Revenus
En 2018 (données Insee publiées en septembre 2021), la commune compte 215 ménages fiscaux, regroupant 541 personnes. La médiane du revenu disponible par unité de consommation est de 20 680 € (20 020 € dans le département).

### Emploi
|                | 2008   | 2013   | 2018   |
| -------------- | ------ | ------ | ------ |
| Commune        | 9,8 %  | 10,9 % | 10,4 % |
| Département    | 10,6 % | 12 %   | 12 %   |
| France entière | 8,3 %  | 10 %   | 10 %   |

En 2018, la population âgée de 15 à 64 ans s'élève à 347 personnes, parmi lesquelles on compte 76,5 % d'actifs (66,1 % ayant un emploi et 10,4 % de chômeurs) et 23,5 % d'inactifs,. Depuis 2008, le taux de chômage communal (au sens du recensement) des 15-64 ans est inférieur à celui du département, mais supérieur à celui de la France.
La commune fait partie de la couronne de l'aire d'attraction de Nîmes, du fait qu'au moins 15 % des actifs travaillent dans le pôle,. Elle compte 74 emplois en 2018, contre 70 en 2013 et 56 en 2008. Le nombre d'actifs ayant un emploi résidant dans la commune est de 231, soit un indicateur de concentration d'emploi de 32 % et un taux d'activité parmi les 15 ans ou plus de 62,1 %.
Sur ces 231 actifs de 15 ans ou plus ayant un emploi, 54 travaillent dans la commune, soit 23 % des habitants. Pour se rendre au travail, 85,7 % des habitants utilisent un véhicule personnel ou de fonction à quatre roues, 0,9 % les transports en commun, 5,7 % s'y rendent en deux-roues, à vélo ou à pied et 7,8 % n'ont pas besoin de transport (travail au domicile).

### Activités hors agriculture

#### Secteurs d'activités
38 établissements sont implantés  à Cannes-et-Clairan au 31 décembre 2019. Le tableau ci-dessous en détaille le nombre par secteur d'activité et compare les ratios avec ceux du département,.
| Secteur d'activité                                                                                        | Commune | Commune | Département |
| Secteur d'activité                                                                                        | Nombre  | %       | %           |
| --- | ------- | ------- | ----------- |
| Ensemble                                                                                                  | 38      | 100 %   | (100 %)     |
| Industrie manufacturière, industries extractives et autres                                                | 1       | 2,6 %   | (7,9 %)     |
| Construction                                                                                              | 10      | 26,3 %  | (15,5 %)    |
| Commerce de gros et de détail, transports, hébergement et restauration                                    | 13      | 34,2 %  | (30 %)      |
| Information et communication                                                                              | 1       | 2,6 %   | (2,2 %)     |
| Activités financières et d'assurance                                                                      | 1       | 2,6 %   | (3 %)       |
| Activités immobilières                                                                                    | 1       | 2,6 %   | (4,1 %)     |
| Activités spécialisées, scientifiques et techniques et activités de services administratifs et de soutien | 5       | 13,2 %  | (14,9 %)    |
| Administration publique, enseignement, santé humaine et action sociale                                    | 4       | 10,5 %  | (13,5 %)    |
| Autres activités de services                                                                              | 2       | 5,3 %   | (8,8 %)     |

Le secteur du commerce de gros et de détail, des transports, de l'hébergement et de la restauration est prépondérant sur la commune puisqu'il représente 34,2 % du nombre total d'établissements de la commune (13 sur les 38 entreprises implantées  à Cannes-et-Clairan), contre 30 % au niveau départemental.

### Agriculture
La commune est dans les Garrigues, une petite région agricole occupant le centre du département du Gard. En 2020, l'orientation technico-économique de l'agriculture  sur la commune est la viticulture.
|               | 1988 | 2000 | 2010 | 2020 |
| ------------- | ---- | ---- | ---- | ---- |
| Exploitations | 30   | 22   | 11   | 13   |
| SAU (ha)      | 359  | 243  | 153  | 171  |

Le nombre d'exploitations agricoles en activité et ayant leur siège dans la commune est passé de 30 lors du recensement agricole de 1988  à 22 en 2000 puis à 11 en 2010 et enfin à 13 en 2020, soit une baisse de 57 % en 32 ans. Le même mouvement est observé à l'échelle du département qui a perdu pendant cette période 61 % de ses exploitations,. La surface agricole utilisée sur la commune a également diminué, passant de 359 ha en 1988 à 171 ha en 2020. Parallèlement la surface agricole utilisée moyenne par exploitation a augmenté, passant de 12 à 13 ha.

### Secteurs d'activités
La viticulture est une des activités principales sur les zones agricoles de la commune.

## Culture locale et patrimoine
- Temple protestant de Cannes-et-Clairan.
- Ruines du  prieuré de Saint Saturnin à Claran (XIIe siècle[1].

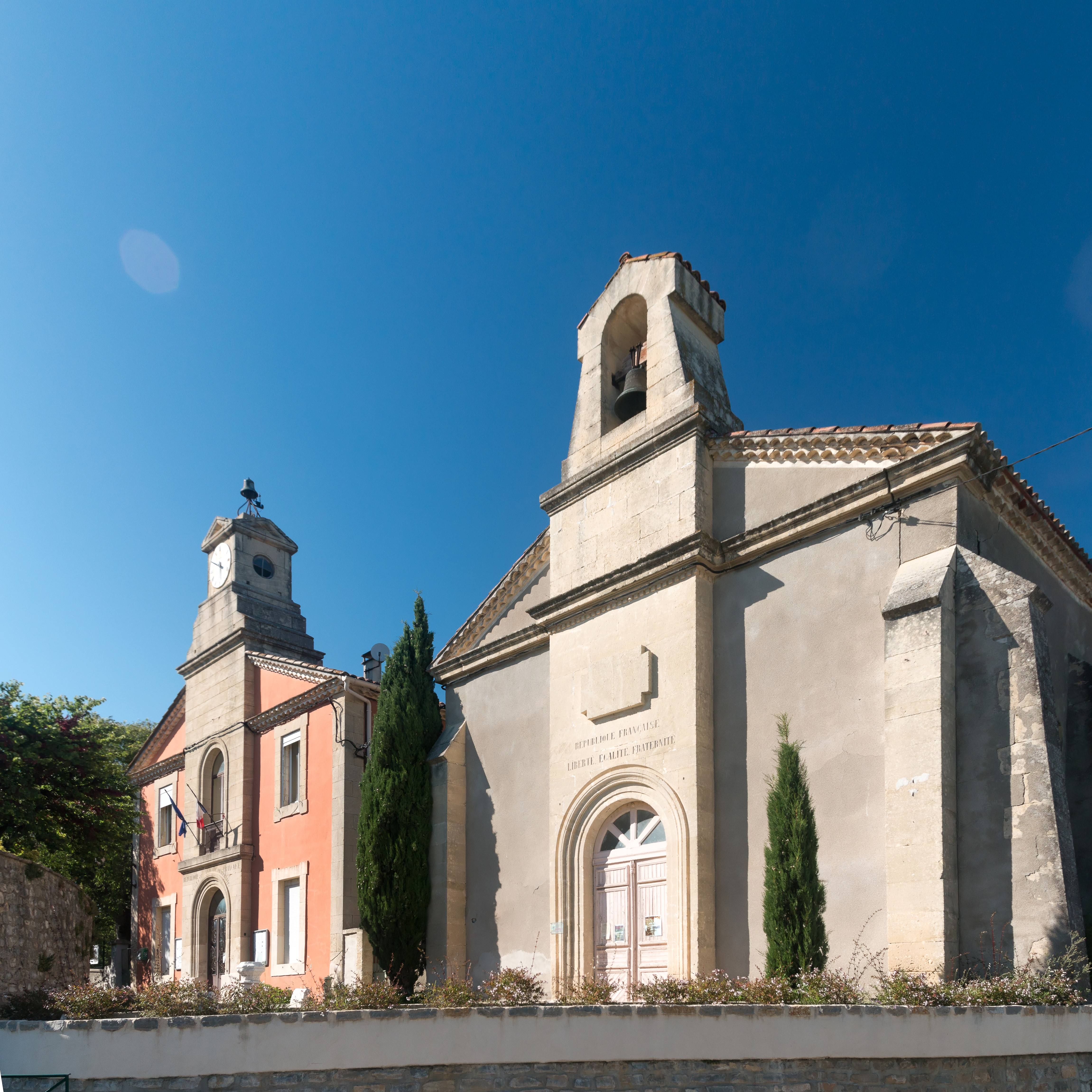
La mairie et le temple protestant.
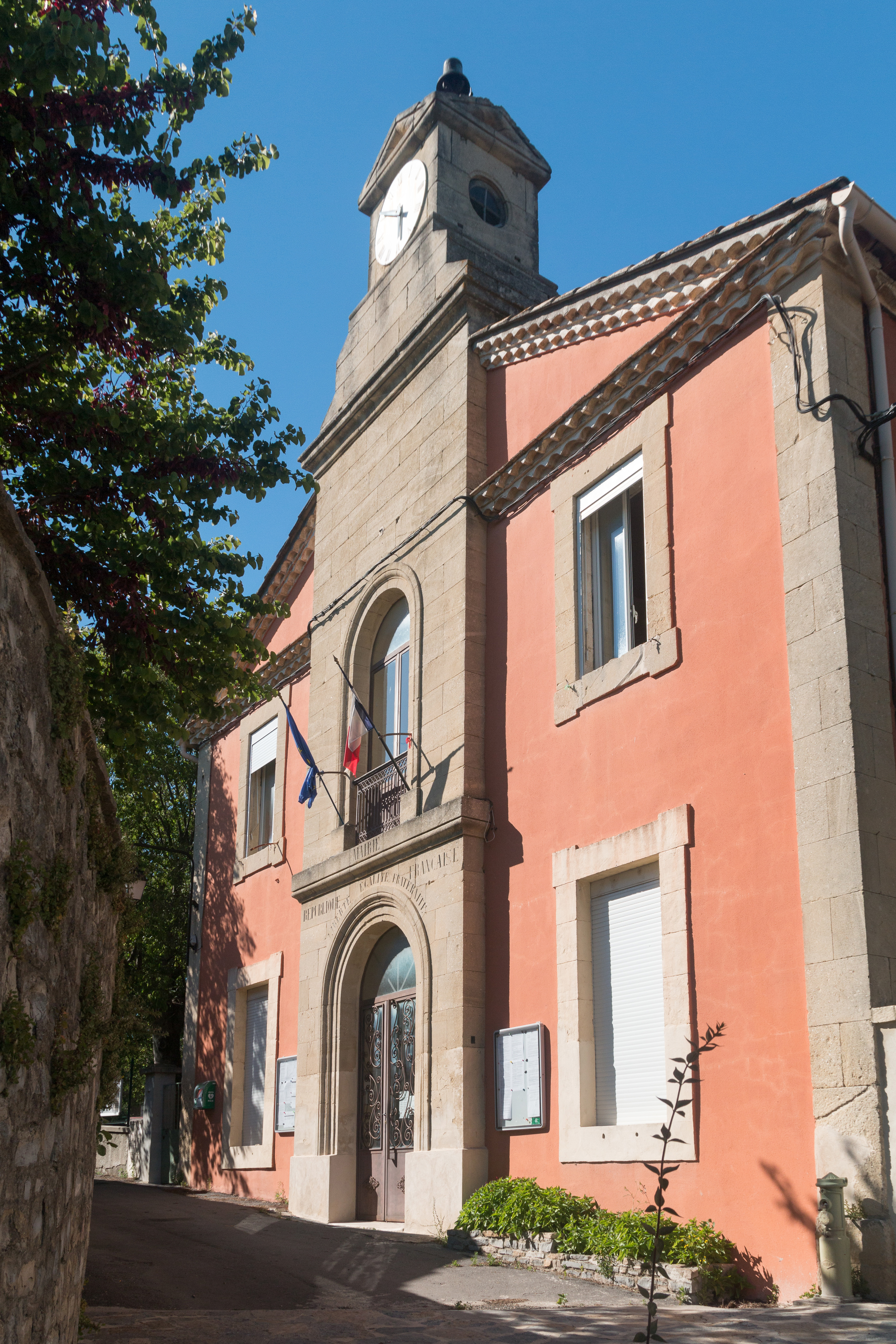
La mairie.
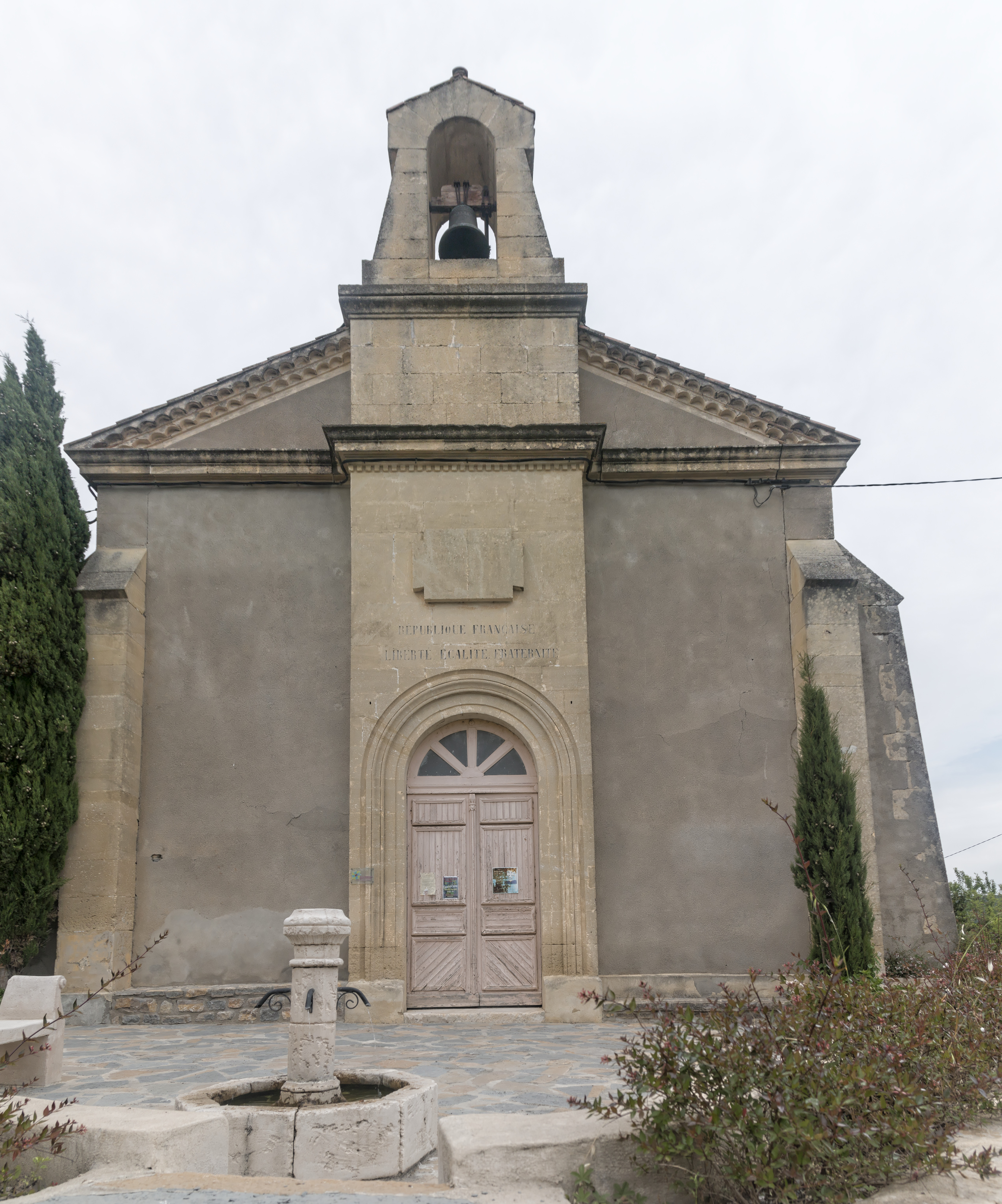
Le temple.

### Personnalités liées à la commune
- Le chanteur Hervé Vilard passe chaque année quelques jours de villégiature dans le village de Cannes[réf. nécessaire].

### Héraldique
| Blason de Cannes-et-Clairan | Blason  | Tranché : au premier de vair à la fasce losangée d'or et d'azur, au second d'hermine à la fasce losangée d'argent et de sable. |
| Blason de Cannes-et-Clairan | Détails | |

## Pour approfondir